# Scintigrafie miocardică de efort
Scintigrafia miocardică este o investigație ce permite diagnosticarea și urmărirea evoluției bolilor cardiovasculare.
Factori de risc, cum ar fi obezitatea, diabetul, colesterolul mărit, stresul, sedentarismul, hiptertensiunea arterială, precum și viciile (fumatul, alcoolul, consumul de substanțe nocive) favorizează instalarea afecțiunilor inimii, printre care bolile arteriale coronariene: ischemia miocardică, cardiopatia ischemică sau chiar infarctul miocardic.

## Scintigrafia miocardică
Scintigrafia miocardică este o investigație imagistică modernă, non-invazivă, care oferă claritate în ce privește viabilitatea și perfuzia miocardului (mușchiul inimii).
Aceasta este o analiză complementară celorlalte investigații recomandate de medicul cardiolog, cum ar fi: electrocardiograma, ecografia cardiacă, analizele de laborator, coronarografia etc. Împreună cu alte tipuri de investigații, scintigrafia formează un tablou complet, care oferă claritate și ajută medicul de specialitate să ia cele mai bune decizii medicale și de tratament pentru pacientul în cauză.
Scintigrafia presupune administrarea intravenoasă a unui radiofarmaceutic și apoi scanarea zonei de interes (în acest caz, a zonei miocardului), pentru a depista eventuale anomalii (oferind informații în mod special despre miocardul ventricului stâng).
Se recomandă de obicei realizarea în paralel a două tipuri diferite de scintigrafie miocardică – de stres și de repaus – prin compararea cărora medicul cardiolog și pacientul obțin informații complete și complementare despre funcționalitatea miocardului.

## Când se recomandă realizarea scintigrafiei miocardice
Iată câteva dintre cele mai frecvente cazuri cu indicație posibilă pentru scintigrafie miocardică:
- pacienții care manifestă durere în piept (așa-numita „angină de efort”) – pentru a identifica dacă sursa durerii este inima sau un alt organ (perete toracic, mușchi, plămân, pleură etc.);
- pacienții în cazul cărora o coronarografie prezintă prea multe riscuri (fiind o procedură iradiantă și invazivă, care poate da chiar alergii la substanța de contrast folosită);
- pacienții care au efectuat deja o coronarografie și necesită monitorizarea permeabilității stenturilor implantate anterior – pentru a verifica dacă stenturile s-au înfundat sau funcționează în continuare corect;
- pacienții care au suferit deja o coronarografie care a arătat că există niște artere coronare complet închise – pentru a afla dacă mușchiul care primea sânge de la vasele înfundate mai este sau nu viabil și a decide procedurile corecte de intervenție (rotablație; intervenție chirurgicală de tip bypass etc.);
- pacienții care au suferit un infarct major, ce a dus la disfuncții severe ale ventriculului stâng, și necesită un defibrilator implantabil (de tip pacemaker, de exemplu) – pentru a decide în ce zone viabile ale cordului pot fi ancorate sondele pacemakerului și a evita astfel zonele cu cicatrici;
- pacienții care au cord dilatat (inimă mărită) – pentru a identifica cu precizie motivele acestei disfuncții, mai ales în cazul celor care nu prezintă simptome clare (dureri), cum ar fi diabeticii;
- pacienții care au contraindicație pentru electrocardiogramă (sau test EKG) din diverse motive (dizabilități sau o altă afecțiune din cauza căreia nu pot face efort fizic – de exemplu, artroză, operații de șold, vârstă înaintată, obezitate etc.);
- pacienții care au bloc de ramură (o afecțiune manifestată prin încetinirea sau chiar întreruperea conducției influxului nervos spre unul dintre cele două ventricule ale inimii) și al căror test EKG e neconcludent pentru ischemie.

## Tipuri de scintigrafie miocardică
Scintigrafia miocardică este de două tipuri:
- scintigrafie miocardică de stres – la rândul ei, de două tipuri:
  - de stres farmacologic
  - de stres fizic (sau de efort)
- scintigrafie miocardică de repaus.

De obicei, se recomandă realizarea ambelor investigații, în succesiunea stres și apoi repaus.

## Scintigrafia miocardică de stres
Scintigrafia miocardică de stres presupune testarea în condiții de efort, care poate fi indus, pe de o parte, printr-un test de efort specific, realizat pe o bandă de alergare sau, în cazul pacienților cu contraindicație la efort, prin administrarea unei perfuzii cu un medicament care crește ritmul cardiac (numărul de bătăi pe minut).
În ce privește scintigrafia de efort, testul de efort care o precede se face pe o bandă rulantă similară celei din sălile de sport (pentru exerciții cardio), pe care se merge în pas alert. Pacientul este monitorizat și supravegheat cu atenție, iar efortul depus este măsurat. În momentul de „peak exercise” sau de efort maximal pe care îl poate atinge fiecare pacient, se injectează radiofarmaceuticul specific și apoi se trece la captarea primelor imagini scintigrafice, cu ajutorul Gamma Camera.
Tipul de stres pentru care se optează – fizic sau farmacologic – se face exclusiv la recomandarea medicului cardiolog.
***
Scintigrafia miocardică de stres este, în general, corelată cu scintigrafia miocardică de repaus.